# Verjamem (parti politique)
Pour les articles homonymes, voir Verjamem.
Verjamem (ce qui signifie « Je crois » en slovène) est un parti politique slovène de centre gauche.
Il est dirigé par Igor Šoltes, ancien président de la Cour des comptes.
Lors des élections européennes de 2014, le parti remporte 10,46 % des voix et un député sur 8 au Parlement européen. Igor Šoltes choisit alors de siéger dans le groupe Verts/ALE.